# Miejski Klub Sportowy Kalisz
Le MKS Kalisz est un club féminin de volley-ball polonais fondé en 1989 et basé à Kalisz évoluant pour la saison 2019-2020 en Liga Siatkówki Kobiet.

## Historique
- MKS Calisia (1983-1992)
- Calisia - Augusto Kalisz (1993-1994)
- Augusto Kalisz (1994-1999)
- SSK Calisia (1999-2002)
- Winiary Kalisz (2002-2005)
- Grześki Goplana Kalisz (2005-2006)
- Winiary Kalisz (2006-2008)
- SSK Calisia (2008-2009)
- MKS Calisia (2009-2010)
- MKS Calisia (2015-2016)
- MKS Calisia Kalisz (2016-2017)
- Energa MKS Kalisz (2017-...)

## Palmarès
- Championnat de Pologne
  - Vainqueur : 1997, 1998, 2005, 2007.
  - Finaliste : 1996, 1999, 2004.
- Coupe de Pologne
  - Vainqueur : 1996, 1998, 1999, 2007.
  - Finaliste : 2005, 2008.
- Supercoupe de Pologne
  - Vainqueur : 2007.
  - Finaliste : 2005.

## Historique des logos

Logo de SSK Calisia Kalisz
Logo de MKS Kalisz